# Michael Klier
Michael Klier (Karlovy Vary, Sudetenland, 16 de gener de 1943) és un director de cinema i guionista alemany.

## Vida i obra
Michael Klier va néixer a Carlsbad. El 1947 la família va fugir del que llavors era Txecoslovàquia a Zittau a la zona d'ocupació soviètica; Després el 1961 a la República Federal d'Alemanya. Klier va aprendre inicialment la professió de pintor de teatre, va viure uns anys a París i va ser futbolista. A partir de 1969 va estudiar filosofia i història a la FU Berlín.
Klier va fer nombrosos curtmetratges i retrats de televisió, com ara Jean-Marie Straub, Roberto Rossellini, François Truffaut (a qui va seure), Claude Sautet, els càmera de Godard i Henri Alekan. Pel seu llargmetratge Ostkreuz va rebre el Premi del Director del Festival de Cinema de Múnic, el Premi de Cinema de Baviera, el Premi Grimme i molt més, per Überall ist es besser, wo wir nicht sind Premi de cinema de Hesse, premi de la crítica de cinema alemany, premi de cinema per a televisió de l'Acadèmia alemanya de les arts escèniques. Klier va ser professor de direcció a l'DFFB Berlín, HFF Múnich, HFF Babelsberg.
Michael Klier viu a Berlín. El seu germà petit, el músic Gottfried Klier, pare de la fotògrafa Nadja Klier, es va casar amb Freya Klier als anys setanta.

## Filmografia
- 1963: Probeaufnahmen, curtmetratge amb Rolf Zacher (guionista, director)
- 1965: Ferrari, curtmetratge (guionista, director)
- 1965: Projekt Katz und Maus, curtmetratge (guionista, director)
- 1965: Das Abitur, curtmetratge (guionista, director)
- 1965: Yeah Yeah, curtmetratge (guionista, director)
- 1965: 19. September, Documental amb Robert van Ackeren (guionista, muntatge)
- 1970: Nicht versöhnt. Jean-Marie Straub in Italien (guionista, director)
- 1976: Roberto Rossellini, curtmetratge (guionista, director)
- 1977: Interview Sautet/Godard, curtmetratge (guionista, director, juntament amb Wilfried Reichart)
- 1978: Truffaut und die Frauen, curtmetratge (guionista, director)
- 1978: Zwischen zwei Kriegen, llargmetratge (com actor, director: Harun Farocki)
- 1981: Godards Kameramänner, curtmetratge (guionista, director)
- 1982: Schauspielerei. Gesten und Gesichter, curtmetratge (guionista, director)
- 1983: System ohne Schatten, llargmetratge (com a actor juntament amb Bruno Ganz, director: Rudolf Thome)
- 1983: Der Riese, Video-Documental (director, guionista, fotografia, productor)
- 1986: Casting, Documental sobre Juliette Binoche, Beatrice Dalle. (guionista, director, Co-productor)
- 1989: Die Kleinen Schwestern der Nouvelle Vage i Die Viererbande von Jacques Rivette, curtmetratge (director, juntament amb Norbert Jochum)
- 1989: Überall ist es besser, wo wir nicht sind, TV-llargmetratge (director, guionista, Co-productor)
- 1991: Ostkreuz, TV-llargmetratge (director, guionista amb Karin Åström, productor)
- 1995: Out of America, Documental (director, guionista, Co-productor)
- 2001: Heidi M., llargmetratge (director, guionista)
- 2003: Ein Mann boxt sich durch, Episodi 99eurofilms (guionista, director, Co-productor)
- 2004: Farland, llargmetratge (director, guionista)
- 2005: Der Rote Kakadu, llargmetratge (guionista amb Karin Åström i Günter Schütter, director Dominik Graf)
- 2009: Alter und Schönheit, (director, guionista)
- 2018/19: Idioten der Familie, llargmetratge (director, guionista, productor)